# Challenger de Gimcheon
EL Gimcheon Open ATP Challenger es un torneo profesional de tenis. Pertenece al ATP Challenger Series. Se juega desde el año 2014 sobre pistas duras, en Gimcheon, Corea del Sur.

## Palmarés

### Individuales
| Año  | Campeón              | Finalista           | Resultado                 |
| ---- | -------------------- | ------------------- | ------------------------- |
| 2017 | Thomas Fabbiano      | Teymuraz Gabashvili | 7–5, 6–1                  |
| 2016 | Max Purcell          | Andrew Whittington  | 3–6, 7–6(8–6), 5–1 retiro |
| 2015 | Alexander Sarkissian | Connor Smith        | 7–65, 6–4                 |
| 2014 | Gilles Müller        | Tatsuma Ito         | 7-65, 5-7, 6-4            |

### Dobles
| Año  | Campeones                             | Finalistas                         | Resultado       |
| ---- | ------------------------------------- | ---------------------------------- | --------------- |
| 2017 | Marco Chiudinelli Teymuraz Gabashvili | Ruan Roelofse Yi Chu-huan          | 6–1, 6–3        |
| 2016 | Hsieh Cheng-peng Yang Tsung-hua       | Nicolás Barrientos Ruben Gonzales  | Walkover        |
| 2015 | Li Zhe Jose Rubin Statham             | Dean O'Brien Ruan Roelofse         | 6–4, 6–2        |
| 2014 | Samuel Groth Chris Guccione           | Austin Krajicek John-Patrick Smith | 65-7, 7-5, 10-4 |